# Sofia Magarill
Sofia Zinovienvna Magarill (în rusă Софья Зиновьевна Магарилл; n. 5 aprilie 1900 – d. 15 octombrie 1943, Almaty, RSS Kazahă, URSS) a fost o actriță sovietică, soția regizorului Grigori Kozințev. A primit titlul de artistă emerită a RSFSR (1935).

## Biografie
S-a născut în anul 1900. A studiat (până în 1925) la studioul teatral „A. Morozov” și la atelierul teatral FEKS (Fabrica actorului excentric) condus de Grigori Kozințev și Leonid Тrauberg.
A debutat în cinematografie în anul 1924 și a urmat în anii 1933-1936 un curs de actorie la școala organizată în cadrul studioului „Leninfilm”, sub conducerea lui Boris Sohn. A lucrat la „Noul Teatru” din Leningrad, iar din 1941 a fost actriță la studioul Kazahfilm din Alma-Ata.
A murit de febră tifoidă în evacuarea de la Alma-Ata, îmbolnăvindu-se în timp ce-l îngrijea în spital pe scenaristul Serghei Еrmolinski.
Din 1923 și până la sfârșitul vieții a fost căsătorită cu regizorul Grigori Mihailovici Kozințev.

## Filmografie
- 1924 — Сердца и доллары
- 1926 — Карьера Спирьки Шпандыря
- 1926 — Предатель — prostituata
- 1927 — Кастусь Калиновский — pana Jadwiga
- 1927 — С.В.Д. (Союз Великого Дела) — Vișnevskaia
- 1929 — Новый Вавилон — аctrița Таmara Makarova
- 1930 — Orașe și ani (Города и годы) — Маrie Urbach
- 1930 — Двадцать два несчастья — Маrgarita
- 1930 — Счастливый кент — Suzi
- 1930 — Наши девушки — Nina
- 1932 — Для вас найдётся работа — Anna
- 1932 — Гайль Москау
- 1932 — Две встречи — Elena Belova
- 1932 — Слава мира — Маrta Forst
- 1933 — Частный случай — Liubov Аborina
- 1934 — Поручик Киже — domnișoara Екаterina Nelidova
- 1934 — Секрет фирмы — Levina
- 1938 — Враги — Таtiana Luzovaia
- 1941 — Mascarada (Маскарад) — baroneasa Strahl
- 1942 — Убийцы выходят на дорогу — Маrta